# Зыкины
Зыкины — дворянский род.
Происходит от лейб-кампанца Макара Герасимовича Зыкина, возведённого в дворянское Российской империи достоинство за активное участие в дворцовом перевороте 1741 года.

## Описание герба
Щит разделён перпендикулярно на две части, в правой в чёрном поле между тремя серебряными звёздами находится золотое стропило, с означенными на нём тремя горящими гранатами. В левой части в серебряном по красному перерезанном поле три серпа, два вверху между собою обращённые, а один внизу, переменных с полями цветов.
Щит увенчан дворянским шлемом, на котором наложена Лейб-Компании Гренадерская шапка со страусовыми перьями красного и белого цвета, и по сторонам этой шапки видны два чёрные орлиные крыла с тремя на каждом серебряными звёздами. Намёт на щите красного и чёрного цвета, подложен серебром и золотом.